# Transnistria

Podział administracyjny Rumunii w latach 1941-1944

Podział administracyjny Transnistrii w latach 1941-1944

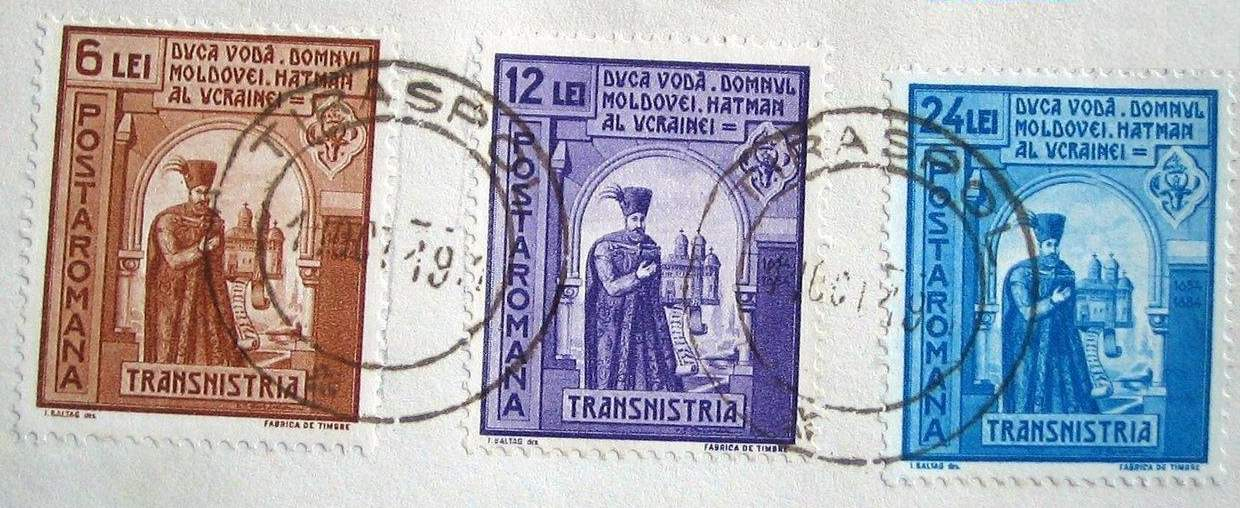
Rumuńskie znaczki z 1941 z motywem Transnistrii, wysłane z Tyraspolu

Transnistria – terytorium sowieckie, położone między Dniestrem a Bohem, zdobyte przez III Rzeszę i oddane w zarząd Rumunii (ale niewłączone w skład tego państwa) od 30 sierpnia 1941 (na podstawie układu niemiecko-rumuńskiego, podpisanego 19 sierpnia 1941) do marca 1944 roku, gdy teren ten ostatecznie odbiły wojska radzieckie. Początkowo układ niemiecko-rumuński obejmował ziemie na północ od Dniestru po Boh, dopiero po 21 października włączono do Transnistrii Odessę wraz z otaczającymi ją terenami i ustanowiono ją stolicą regionu. 
Władze rumuńskie, a za nimi i sojusznicze niemieckie wprowadziły po raz pierwszy nazwę Transnistria, gdyż wcześniej rejon ten nie miał własnej nazwy. Nazwa Transnistria powstała ze złożenia słów trans (co odpowiada przyimkowi za) oraz Nistru (łac. Nistrul) – rumuńskiej nazwy Dniestru. Nazwa Transnistria może być zatem tłumaczona w języku polskim jako Zadniestrze, jednakże w literaturze spotyka się wyłącznie nazwę oryginalną.
Transnistria, nie będąc formalnie terytorium rumuńskim, stała się miejscem eksterminacji około 90 000 Żydów (oraz mniejszej liczby Romów), wysiedlonych tam w liczbie około 150 000 z Besarabii, północnej Mołdawii oraz Bukowiny i mordowanych przez rumuńskie formacje wojskowe i policyjne.

## Ludność[potrzebnyprzypis]
Według danych z grudnia 1941 roku Transnistrię zamieszkiwało 2 326 224 ludzi, w tym
- 76,3% Ukraińców
- 8,4% Rumunów
- 6,5% Rosjan
- 5,4% Niemców
- 1,2% Bułgarów
- 0,9% Żydów
- 0,6% Polaków
- 0,5% innych narodowości.

## Podział administracyjny
Transnistria dzieliła się na 13 okręgów (județ):
- județul Ananiev
- județul Balta
- județul Berezovca
- județul Dubăsari
- județul Golta
- județul Jugastru
- județul Moghilău
- județul Oceacov
- județul Odessa
- județul Ovidiopol
- județul Râbnița
- județul Tiraspol
- județul Tulcin

Gubernatorem był dr Gheorghe Alexianu, rezydujący w Odessie – po wojnie w 1946 roku osądzony, skazany i stracony za zbrodnie wojenne. 26 stycznia 1944 na stanowisku zastąpił go Gheorghe Potopeanu.

## Inne znaczenia
W literaturze anglojęzycznej i rumuńskojęzycznej termin ten jest stosowany także na określenie współczesnego quasi-państwa Naddniestrze, które jednak nie ma związku historycznego ani ściśle geograficznego z właściwą Transnistrią.

## Literatura
- Ryszard Torzecki – "Kwestia ukraińska w polityce III Rzeszy 1933-1945", Warszawa 1972.